# Elecciones parlamentarias de Albania de 1996
Las elecciones parlamentarias de Albania fueron realizadas el 26 de mayo de 1996, con una segunda vuelta para votar por 25 escaños el 2 de junio. El resultado fue una amplia victoria para el gobernante Partido Democrático de Albania, el cual ganó 122 de los 140 escaños. La participación electoral fue de un 89.1%.
En el día de la primera vuelta electoral, seis partidos de oposición liderados por el Partido Socialista de Albania declinaron participar en las elecciones, acusando al Partido Democrático de intimidación. Observadores internacionales señalaron que las elecciones se vieron empañadas por "una serie de irregularidades y deficiencias técnicas" y concluyeron que las elecciones "no cumplían con los estándares internacionales para elecciones libres y justas", ni los estándares de la ley albanesa. Tras publicarse los resultados oficiales de las elecciones el 29 de mayo, el Partido Socialista de Albania anunció que no asumirían sus escaños en el Parlamento. Como resultado, la oposición boicoteó la segunda vuelta electoral.

## Resultados
|  | 60.6 % |

|  | 20.1 % |

|  | 5.7 % |

|  | 5.0 % |

|  | 4.0 % |

|  | 9.3 % |